# Tate Glacier
Tate Glacier är en glaciär i Antarktis. Den ligger i Västantarktis. Nya Zeeland gör anspråk på området. Tate Glacier ligger 1 192 meter över havet.
Terrängen runt Tate Glacier är kuperad norrut, men söderut är den bergig. Trakten är obefolkad. Det finns inga samhällen i närheten.